# Jorge de Hohenberg
Jorge de Hohenberg (25 de abril de 1929 - 25 de julho de 2019), foi um diplomata austríaco. Era neto do arquiduque Francisco Ferdinando da Áustria e de sua  esposa Sofia, duquesa de Hohenberg. Ele foi pretendente ao extinto ducado de Hohenberg e líder do principal ramo agnático da casa de Habsburgo-Lorena. 

## Vida pessoal
Ele nasceu no Castelo Artstetten, na comunidade de Artstetten-Pöbring, na Baixa Áustria, em 25 de abril de 1929. Ele é o segundo filho de Maximiliano, duque de Hohenberg e da condessa Isabel de Waldburg.
Após o colapso da monarquia na Áustria, todos os títulos nobiliárquicos foram suprimidos por lei, em 1919. A partir de então, os nomes consistiam apenas de nome e sobrenome, sem a preposição von ou títulos, ou seja, Georg Hohenberg (no original).
Em 16 de agosto de 1977, após a morte de seu irmão mais velho, Francisco de Hohenberg, Jorge tornou-se o terceiro duque de Hohenberg e chefe da casa homônima. Jorge foi um diplomata e foi nomeado embaixador da República da Áustria em vários países, com o seu último compromisso a ser com a Santa Sé durante o pontificado do Papa João Paulo II.
Jorge é um cavaleiro da Ordem do Tosão de Ouro, um Cavaleiro da Grande Cruz da Ordem de Pio IX, e um oficial de justiça Grão-Cruz de Justiça da Sagrada Ordem Militar de São Jorge.

## Família
Em 4 de julho de 1960, Jorge casou-se no civil com a princesa Leonor de Auersperg-Breunner em Viena, e em 8 de setembro de 1960 realizou a cerimônia religiosa no Castelo de Wald. O casal tem três filhos e sete netos.
| Nome        | Nascimento            | Casamento                              | Descendência                 |
| ----------- | --------------------- | -------------------------------------- | ---------------------------- |
| Nicolau     | 3 de julho de 1961    | Maria Isabel de Westphalen-Furstenberg | Carlos, Joana, Teresa, Sofia |
| Maximiliano | 25 de janeiro de 1970 | Emília Oliva                           | Nicolau, Luísa, Leopoldo     |
| Henriqueta  | 9 de novembro de 1962 |                                        |                              |